# Bromus grossus
Bromus grossus là một loài thực vật có hoa trong họ Hòa thảo. Loài này được Desf. ex DC. mô tả khoa học đầu tiên năm 1805.

## Hình ảnh

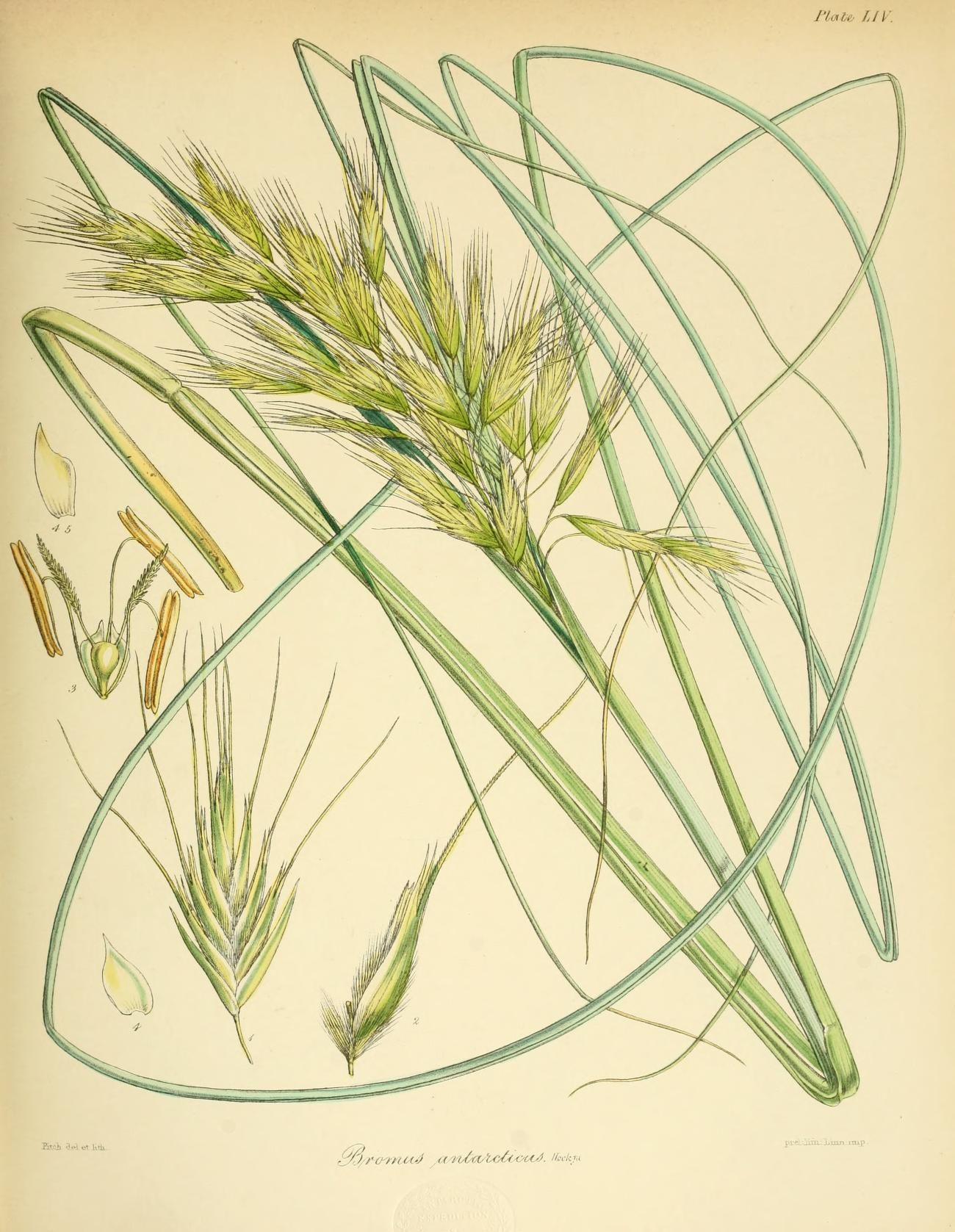
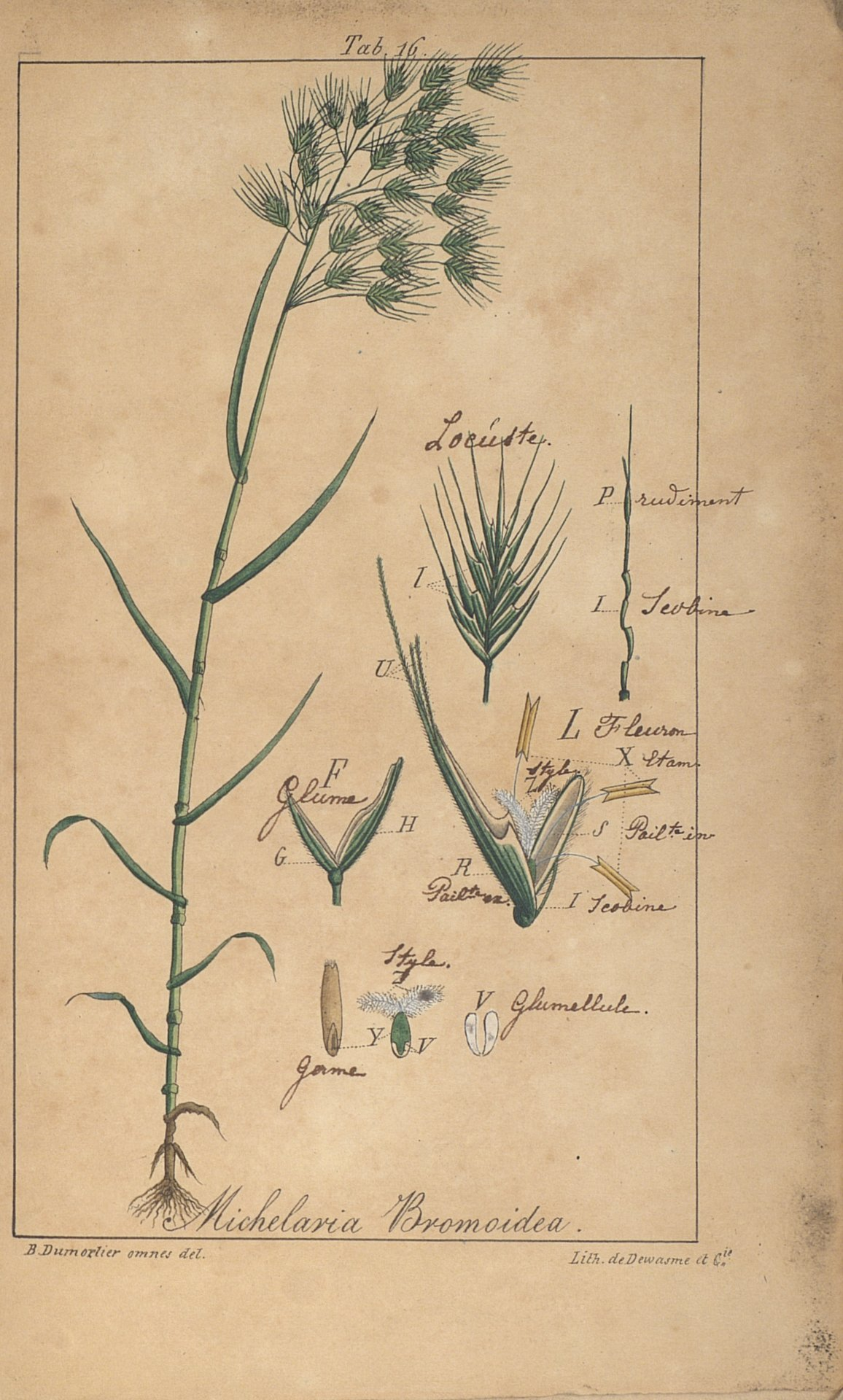